# Dél-Korea turizmusa

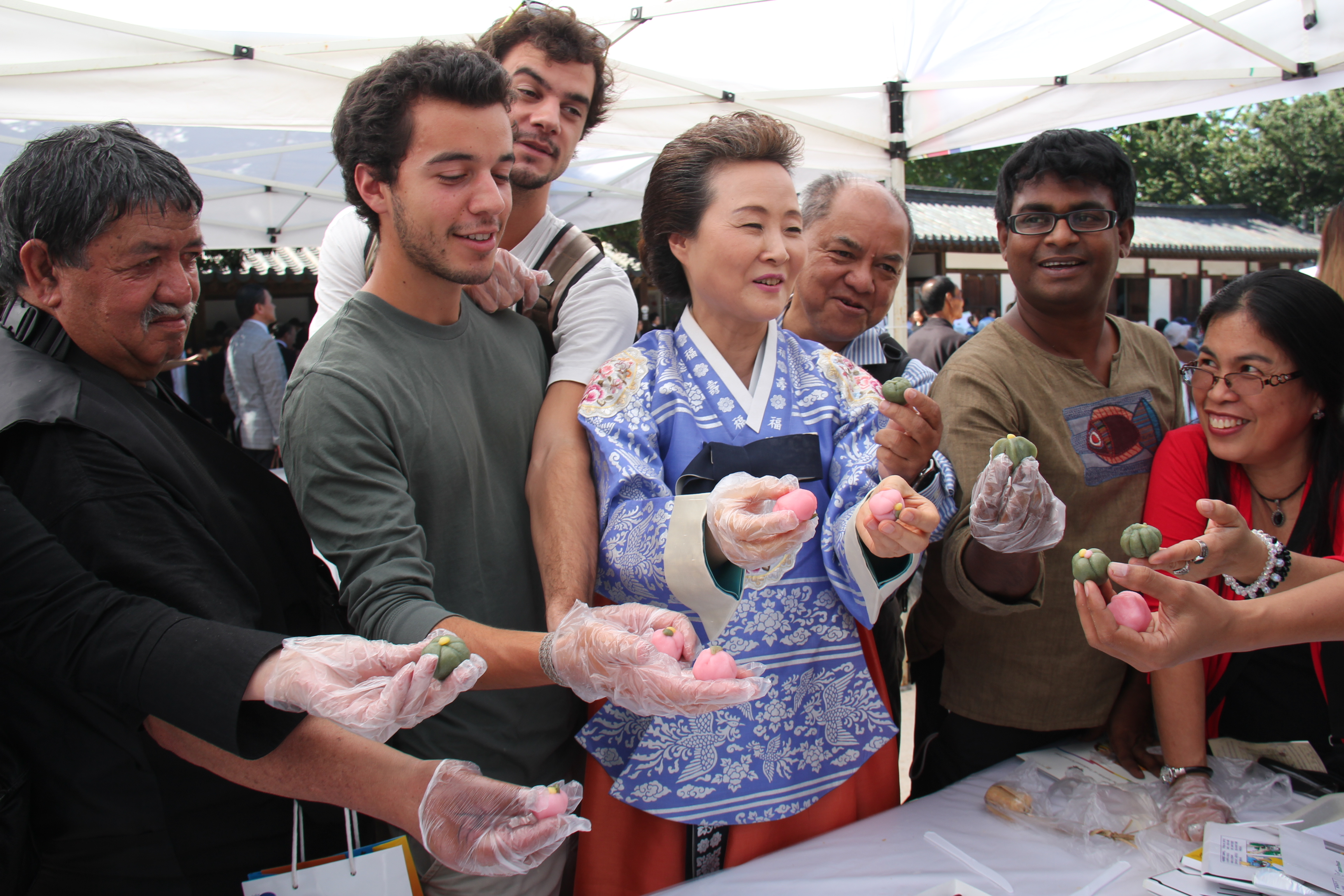
Külföldi turisták ttok (tteok)ot próbálnak készíteni hanbokba öltözött koreai szakácsnő vezetésével Szöulban

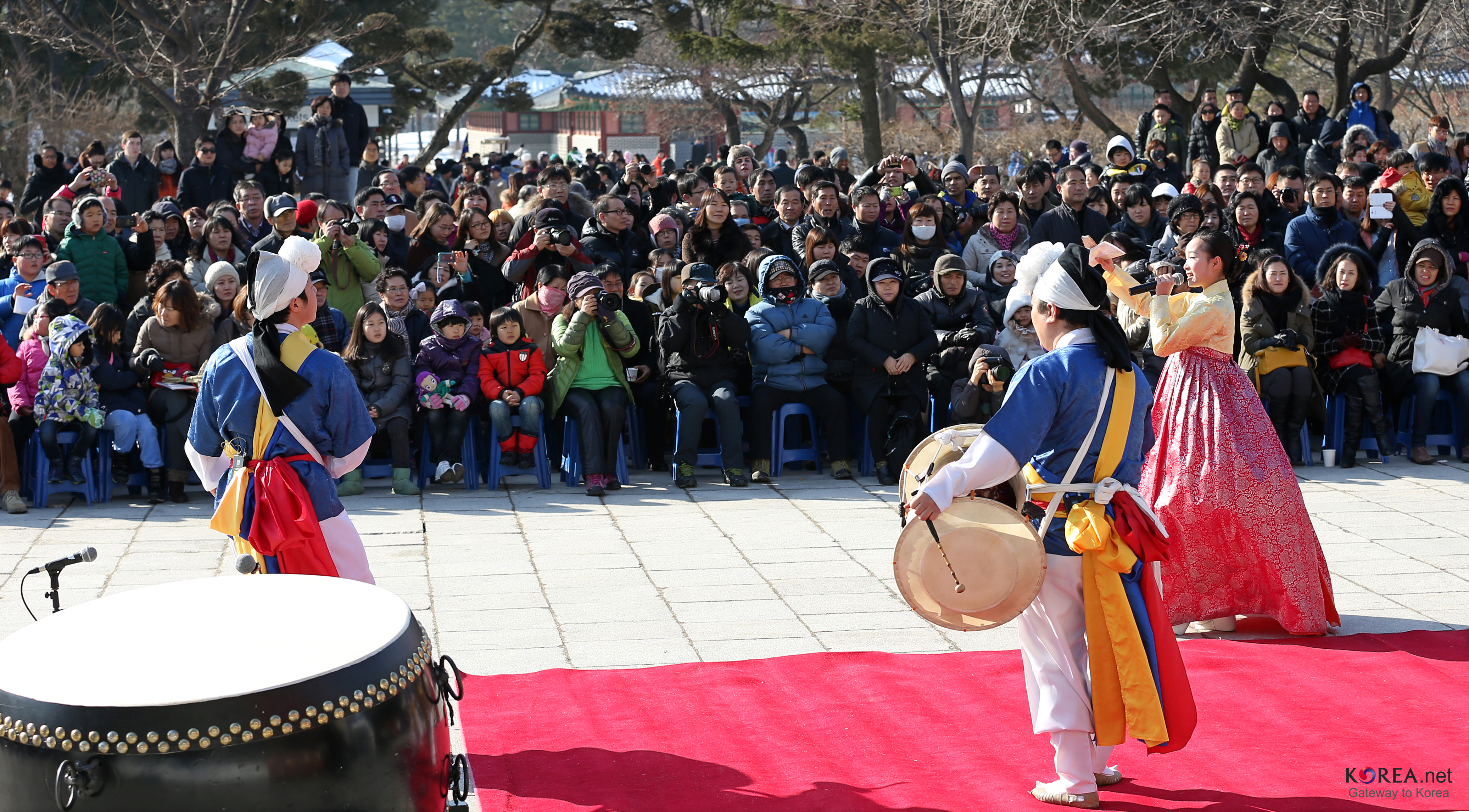
Turisták hagyományőrző műsort néznek a Kjongbok (Gyeongbok) palotában

Dél-Korea turizmusa a 2000-es évek eleje óta rohamosan fejlődik, egyre több a látogató, míg 2000-ben 5,3 millió külföldi érkezett ide, 2014-ben több mint 14 millió, amivel Ázsia hatodik leglátogatottabb országának számít. Dél-Koreába leginkább Japánból, Kínából, az Amerikai Egyesült Államokból, Tajvanról és Thaiföldről érkeznek turisták. A fellendülő turizmusra jótékony hatással van a koreai hullám, azaz a koreai kulturális értékek exportja, mely egyre több turistát vonz az országba.
Dél-Koreába repülőgéppel lehet eljutni, az országon belül igénybe vehető többek között a fejlett belföldi légiközlekedés, az expressz buszjáratok és a fejlett vasúti közlekedés, beleértve a KTX nagysebességű vonatokat. A nagyvárosokban metró is közlekedik.
Dél-Korea tartományaiban számos turisztikai célpont található. A legkedveltebb régió a Szöuli Fővárosi Terület, ahol az Everland és Lotte World élményparkok 2013-ban a világ leglátogatottabb 50 helyszínei közé is bekerültek. Népszerű célpontok még például Csedzsu (Jeju) szigete, a koreai demilitarizált övezet, a királyi paloták, a buddhista templomok és az erődök. A híres épületek, helyszínek és a természeti látnivalók mellett Dél-Korea kulturális hagyományait is népszerűsíti a turisták felé, ebbe beletartoznak a fesztiválok, a hagyományos zene és tánc, a gasztronómia, az öltözködés és az ezekhez kapcsolódó szokások. A Koreai Turisztikai Hivatal egyéb szolgáltatásokat is nyújt a hagyományosak mellett, például „jószolgálati idegenvezetőket” biztosít, valamint úgynevezett turistarendőröket.
Dél-Koreát Magyarország biztonságos úticélnak tartja, ahol kiemelkedően jó a közbiztonság.

## Statisztikai adatok

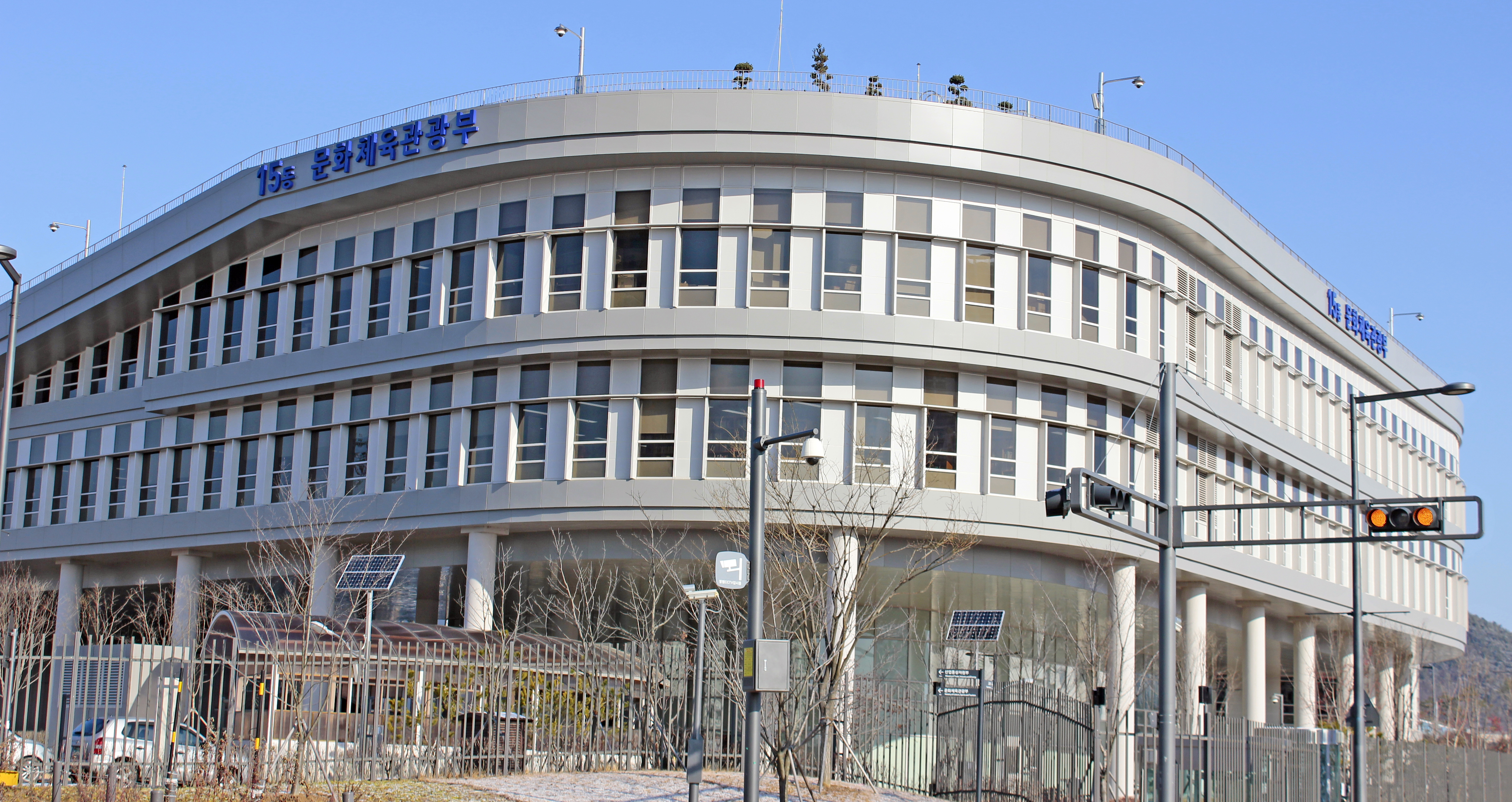
A Kulturális, Sport- és Turisztikai Minisztérium épülete

2013-ban a turizmus közvetlen hozzájárulása a GDP-hez 27,1 billió von volt, ami 2,1%-ot tesz ki. Az ágazat 619 000 munkahelyet támogatott ebben az évben, ami az összfoglalkoztatottság 2,5%-a. 2014-ben 29 milliárd USD volt a közvetlen hozzájárulása a GDP-hez, teljes hozzájárulása pedig a GDP 5,8%-a volt, ami körülbelül fele a kémiai iparénak. 2014-ben 627 000-en dolgoztak közvetlenül a turizmusban.
A Dél-Koreát leginkább látogató országok Japán, Kína, az Amerikai Egyesült Államok, Tajvan és Thaiföld. 2014-ben a legnagyobb számban (mintegy 40%-ban) kínai turisták érkeztek az országba. Dél-Korea 2014-ben Ázsia 6. leglátogatottabb országa volt. A fellendülő turizmusra jótkékony hatással van a koreai hullám, azaz a koreai kulturális értékek, elsősorban televíziós sorozatok, popzene, a gasztronómia és a kapcsolódó termékek exportja, mely egyre több turistát vonz az országba. 2017-ben csak a BTS együttes miatt érkezett az országba minden 13. külföldi turista, 2018-ban pedig az összes külföldi turista 7%-a látogatott Koreába miattuk. Számítások szerint az együttes évente 3,6 milliárd USD bevételt termel Dél-Korea számára.
A belföldi turisták száma 2014-ben meghaladta a 38 milliót.
A Világgazdasági Fórum turisztikai versenyképességi indikátora 2015-ben 4,37 volt, amivel Dél-Korea a 29. helyen állt a világranglistán. 2019-re az ország a 16. helyre lépett elő, 4,8-es indikátorral.
| Év          | Az országba érkező turisták száma | Bevétel (millió USD) | Kiadás (millió USD) |
| ----------- | --------------------------------- | -------------------- | ------------------- |
| 1970        | 173 335                           | 46 772               | 12 424              |
| 1980        | 976 415                           | 369 265              | 349 557             |
| 1990        | 2 958 839                         | 3 558 666            | 3 165 623           |
| 2000        | 5 321 792                         | 6 811 300            | 6 174 000           |
| 2005        | 6 022 752                         | 5 793 000            | 12 025 000          |
| 2008        | 6 890 841                         | 9 719 100            | 14 580 700          |
| 2009        | 7 817 533                         | 9 782 400            | 11 040 400          |
| 2010        | 8 797 658                         | 10 321 400           | 14 291 500          |
| 2011        | 9 794 796                         | 12 396 900           | 15 544 100          |
| 2012        | 11 140 028                        | 13 448 110           | 16 519 900          |
| 2013        | 12 175 550                        | 14 303 000           | 17 838 200          |
| 2014        | 14 201 516                        | 18 062 100           | 19 763 100          |
| 2015        | 13 230 000                        | 13 861 100           | 19 350 700          |
| 2016        | 17 241 823                        | 16 753 900           | 23 688 600          |
| 2017        | 13 335 758                        | 13 263 900           | 27 959 800          |
| 2018        | 15 346 879                        | 15 206 400           | 28 414 200          |
| 2019        | 17 502 756                        |                      |                     |
| Forrás: KTO |                                   |                      |                     |

## Kulturális értékek

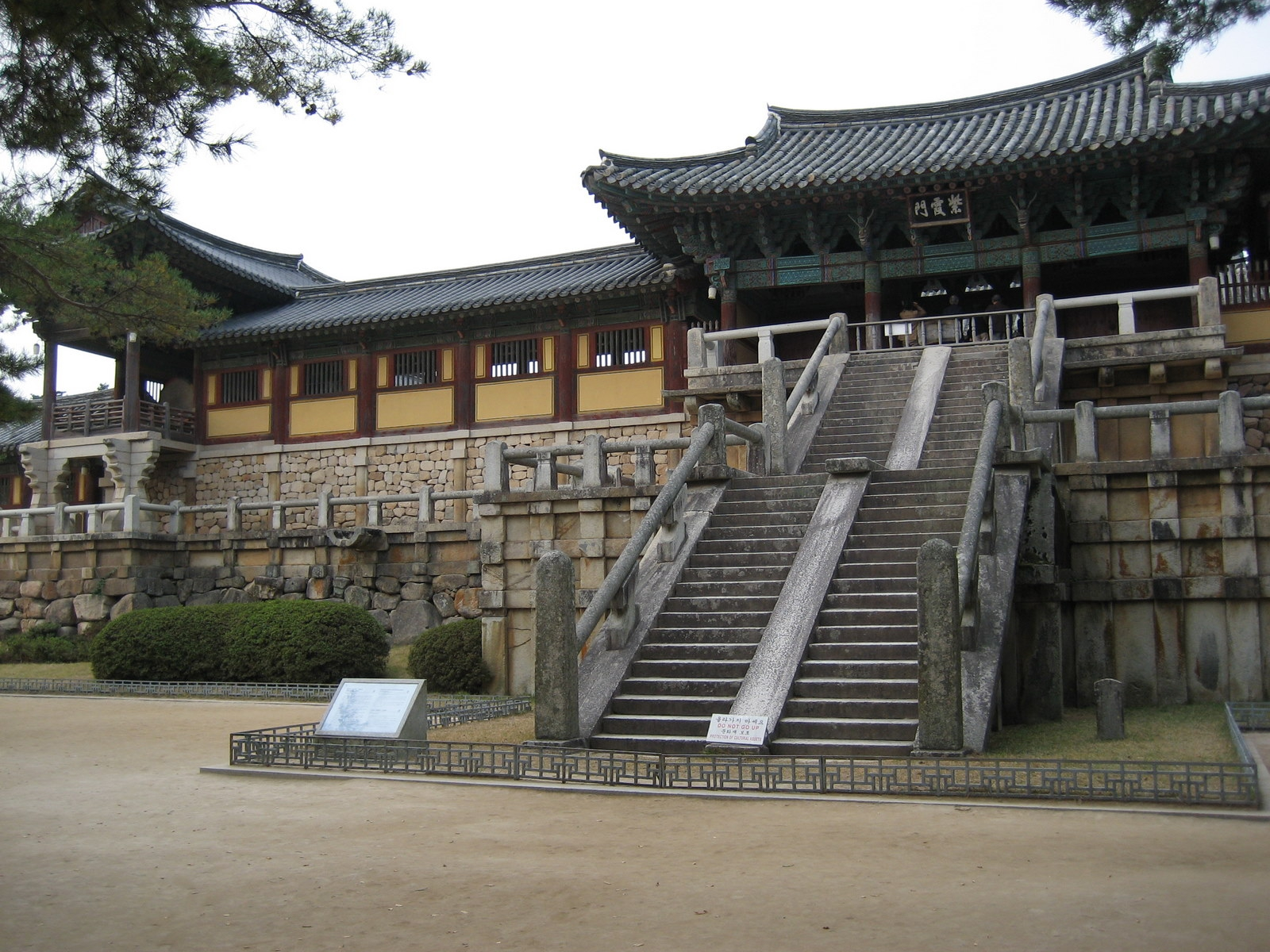
A Pulguk (Bulguk) templom

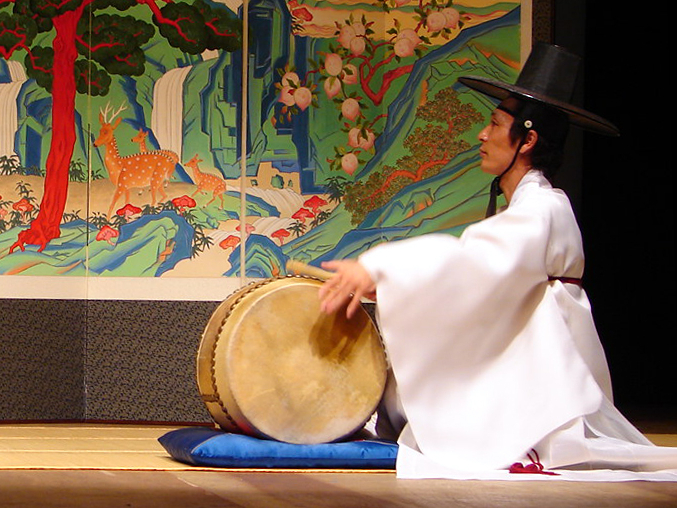
Hagyományos hanbokot viselő koreai phanszori (pansori)dobos

Dél-Korea 1988-ban csatlakozott az UNESCO Világörökség-programjához. Az országnak tizenegy kulturális és egy természeti világörökségi helyszíne van, 15 további helyszín a javaslati listán szerepel. A világörökség része például a Pulguk (Bulguk)-templom és a Cshangdokkung (Changdeokgung) palotaegyüttes, a javaslati listán pedig olyan helyszínek is szerepelnek, mint Közép-Korea hegyi erődítményei. Az ország kiterjedt örökségvédelmi programmal rendelkezik, mely nem csak a tárgyi örökséget, hanem a szellemi örökséget is védi, így például az olyan kulturális értékeket, népszokásokat, mint a kanggang szulle (ganggang sullae) tánc, a csedzsu (jeju)-szigeti legendás búvárnők dalai vagy a fermentált nemzeti étel, a kimcshi (kimchi) készítésének hagyományai.
A Korea Tourism Organization (KTO), mely Dél-Korea turisztikai népszerűsítését látja el, a hagyományos kulturális értékek turisták felé való közvetítésére is nagy hangsúlyt fektet. A turizmus szlogenje 2014-től Imagine Your Korea („Képzeld el a te Koreádat!”), mely a Korea, Sparkling („Csillogó Korea”) és a Korea, Be Inspired („Korea: Hagyd, hogy inspiráljon”) szlogeneket váltotta fel. Az új branding öt kategóriára fókuszál: K-Food, K-Wave, K-Spirit, K-Place és K-Style. A K-Food a koreai gasztronómiát, a K-Wave a koreai hullámot, a K-Spirit a „koreaiakat meghatározó végtelen kreativitást és szenvedélyt”, a K-Place a látogatásra érdemes kulturális és természeti helyszíneket, a K-Style pedig a koreai életstílust hívatott reprezentálni. A K-Spirit branding közvetíti a hagyományos koreai kultúrát, ide értve a képzőművészetet, a népművészetet, a néptáncokat, a konfuciánus tradíciókat, a kalligráfiát, a hagyományos zenét (phanszori (pansori)), a nemzeti sportokat (taekwondo, thekkjon (taekkyeon), labdarúgás), a hagyományos fesztiválokat (tano (dano), cshuszok (chuseok)), a hagyományos koreai öltözködést (hanbok) mutatja be. A K-Style a koreai szépségipart, koreai termékek vásárlását, a szabadidős programokat, a koreai életmódot („Gangnam Style”) népszerűsíti. A kampány nemzetközi arca 2014-ben a népszerű K-pop-együttes Big Bang volt, 2015-ben I Minho (Lee Minho) színész.

## Szolgáltatások

### Szálláshelyek

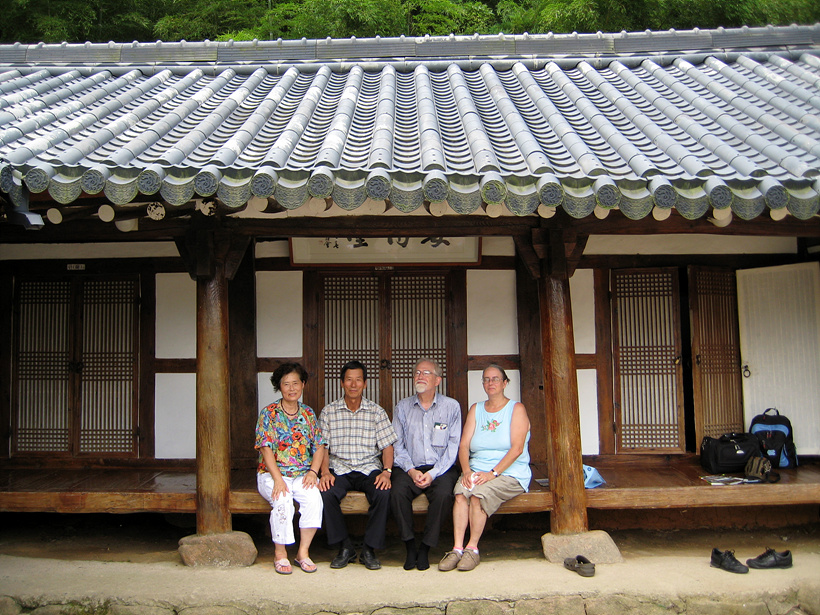
Külföldi házaspár hanokszállásukon

Dél-Koreában a szálláshelyeket a nemzetközi szokásoknak megfelelően, színvonaltól függően öt csillagos skálán jelölik. Az ötcsillagos szállodákban egy éjszaka átlagosan 200 000–350 000 von (2015-ös árfolyamon 48 000–87 000 forint) között mozog, de szobatípustól, szezontól és különleges alkalmaktól (ünnepek) függően ezek az árak változhatnak. A szállodák minden esetben felszámítanak 10% adót és körülbelül 10% kiszolgálási díjat. Dél-Koreában nem szokás borravalót adni.
2013-ban összesen 630 szálloda és mintegy 25 000 szálló működött az országban. Számos hazai konglomerátum rendelkezik saját szállodalánccal, például a Lotte, melynek 15 hazai és hat külföldi szállodája van, vagy a Samsung csoporthoz tartozó The Shilla. A Kulturális, Sport- és Turisztikai Minisztérium által létrehozott Korea Tourism Organizationnek (KTO) saját franchise szállodalánca van, a Benikea (Best Night in Korea). A hagyományos szálláshelyek mellett elérhetőek a bérelhető apartmanházak is, 2013-ban 236 ilyen létesítmény volt Koreában.
Az évről évre növekvő külföldi turizmusnak köszönhetően Koreában jelentősen nőtt a szállodaépítkezés, a fővárosban 2013-ban 30 000 férőhely volt elérhető, 90%-os kihasználtsággal, a férőhelyek száma 2017-ig mintegy 50 000-re bővülhet az új építkezéseknek köszönhetően. Korábban a szállodák két véglet között mozogtak, a luxushotelek és a nagyon olcsó motelek között, azonban a növekvő turistalétszám miatt egyre több olcsó, illetve közepes színvonalú szálloda épül a nagyobb városokban, és korábban csak high-end szállodákat üzemeltető láncok is megjelentek a piacon közép-árkategóriás hotelekkel, ilyenek például a Lotte City Hotelek vagy az Ibis-szállodák.
A modern szállások alternatívájaként hagyományos koreai házakban, hanokokban is meg lehet szállni. Egyre több utazó választja a hanokszállásokat, melyek nem csak történelmi keretet adnak a turisztikai élménynek, de a CNN szerint környezettudatosak, privátabb atmoszférájúak, mint egy szálloda, a hagyományos koreai építészetnek köszönhetően télen-nyáron kellemes hőmérsékletűek, és nem nélkülözik a modern kényelmi funkciókat sem. A hanokszállások azonban általában meglehetősen drágák, áraik az ötcsillagos szállodákéhoz hasonlóak.

### Gasztronómia

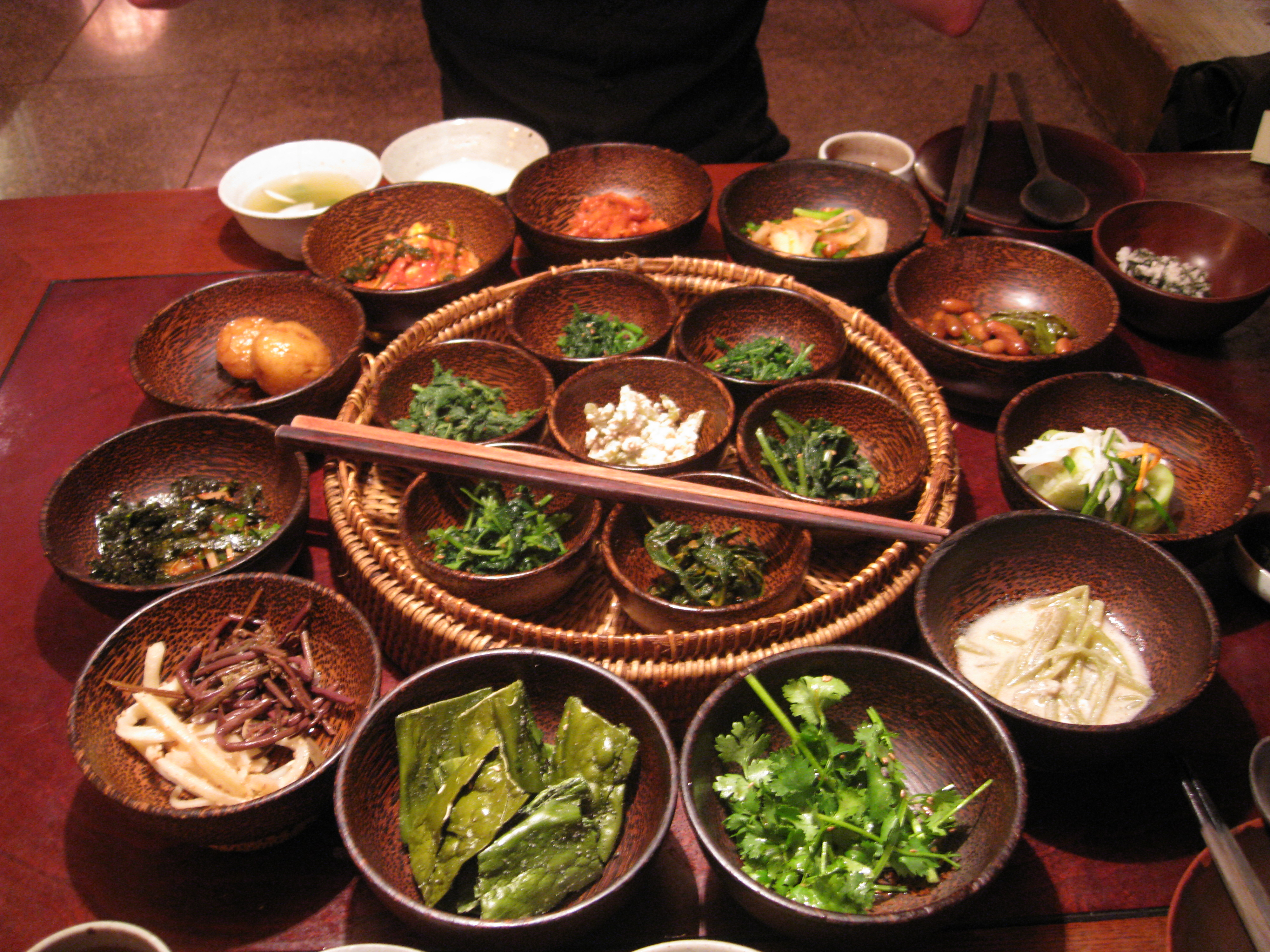
Koreai templomi konyhaművészetnek megfelelő ételek egy szöuli étteremben

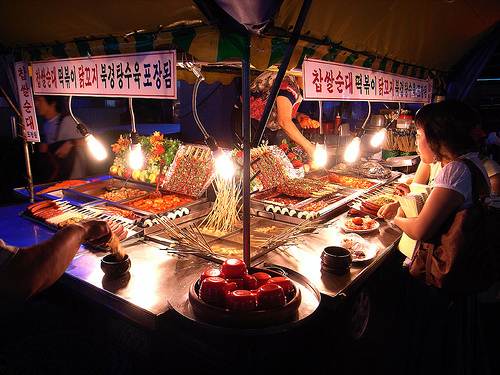
Phodzsangmacsha (Pojangmacha), koreai utcai ételstand

Az országban 2013-ban mintegy 635 740 vendéglátóhelyet tartottak nyilván, ebből csaknem 340 000 étterem volt és egyharmaduk Szöulban tömörült. Országszerte csaknem 30 000 szeszesital-felszolgáló hely (bár, kocsma) volt megtalálható, ezek közül mintegy 4000 a fővárosban.
Korea tartományaiban hagyományosan sajátos, jellegzetes ételek alakultak ki. A koreai turisztikai hivatal úgynevezett „gasztroutcákat” tart számon az ország minden területén, ahol ezeket a specialitásokat meg lehet kóstolni. Ilyen például a Kangvon (Gangwon) tartománybeli Cshuncshon (Chuncheon)ban található takkalbi (dakkalbi) gasztroutca, a tegui (daegui) „csirkeételek utcája”, vagy a Dél-Csolla (Jeolla) tartománybeli Hamphjong (Hampyeong)ban található pibimbap (bibimbap) gasztroutca.
Szöul egyes negyedei más-más ételtípusokról nevezetesek. Az utcai ételeket különféle ételstandok, koreai nevükön phodzsangmacshák (pojangmachák) árusítják, melyek a turisták körében is népszerűek.
A koreai gasztronómiában erőteljesen jelen van a buddhista konyhaművészet, mely vegetáriánus. A koreai hullám részeként egyre nagyobb népszerűségre tesz szert, az országba látogatók úgynevezett „temple stay”-programok keretében ismerkedhetnek meg a koreai buddhizmussal és ételeivel. Egyéb, vegetáriánus és vegán igényeket is kiszolgáló éttermek is találhatóak az országban, bár jobbára a főváros környékén tömörülnek. A hagyományos éttermekben általában lehet jelezni a személyzet felé, ha valaki nem fogyaszt húst, számos húsmentes hagyományos koreai étel is létezik. A fővárosban és nagyobb városokban több étterem is kínál muszlimok számára elfogadható módon készített ételeket, alkalmazkodva a turisták igényeihez.
A koreaiak nagy rajongói a kávénak, így elterjedtek a kávéházak, a hagyományos kézműves kávézók és az amerikai stílusú gyorshálózatok, mint a Starbucks is megtalálhatóak, de koreai kávézóláncok is léteznek; több mint 12 000 kávézó található az országban. Népszerűek a tematikus kávéházak, és állatbarát kávézókat is találni.

### Közlekedés
Dél-Korea számos nemzetközi repülőtérrel rendelkezik, ezek közül a legnagyobb az incshoni (incheoni), mely a legtöbb külföldi forgalmat bonyolítja. A Kimpho (Gimpo) repülőtér főleg ázsiai országokkal bonyolít forgalmat.
Dél-Koreán belül a belföldi légi járatok mellett a vasúti közlekedés kiemelkedő. A legtöbb városba a KTX nagysebességű vonatai is járnak, melyek normál sebessége több mint 300 km/h. A vonatokat a Korail üzemelteti.
A koreai városokat expressz (koszok (gosok), 고속) és intercity (siö (sioe), 시외) buszjáratok is összekötik. Az expressz járatok csak a célállomáson állnak meg, illetve pihenőhelyeken útközben, valamint az autópályákon közlekednek. Az intercity buszok között is vannak olyanok, amelyek nem állnak meg, csak a célvárosban, ezek a csikheng (직행, jikhaeng) buszok; a hagyományos, több településen is megálló járatok neve ilban (일반).
Dél-Korea partvidéke mentén számos kisebb-nagyobb sziget találgható, ezekre kompok segítségével lehet eljutni.
Az ország nagyvárosai közül Szöul, Puszan (Busan), Tedzson (Daejeon), Tegu (Daegu) és Kvangdzsu (Gwangju) rendelkezik metróval. A szöuli metró 18 vonala összeköti a fővárost Incshon (Incheon)nal és Kjonggi (Gyeonggi) tartománnyal, valamint Dél-Cshungcshong (Chungcheong) és Kangvon (Gangwon) tartományokkal is.

### Egyéb szolgáltatások

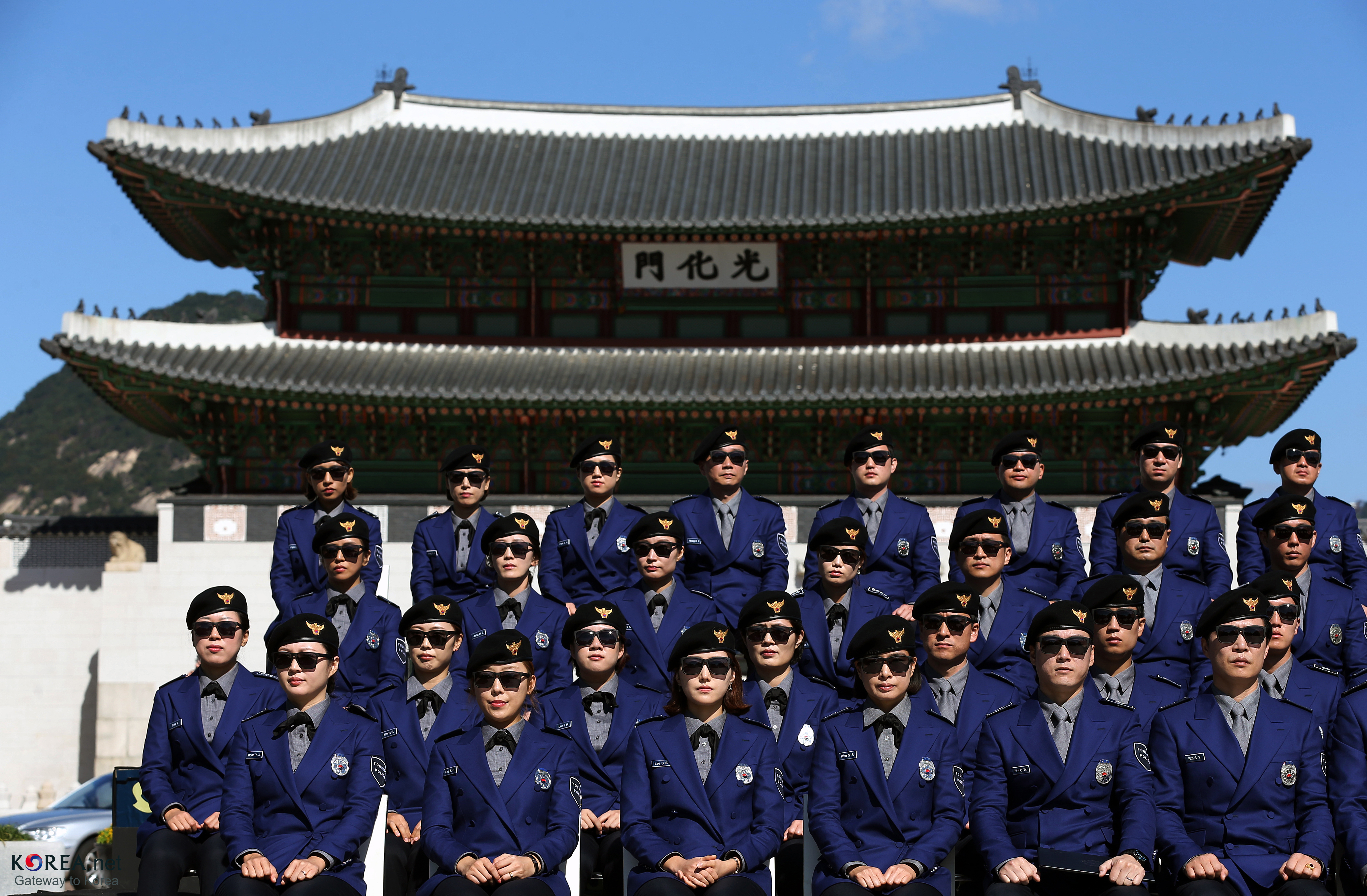
Turistarendőrök avatása 2013-ban

Szöul, Puszan (Busan) és Incshon (Incheon) városokban a turisták által gyakran látogatott helyeken úgynevezett „turistarendőrök” teljesítenek szolgálatot, akiknek feladatai közé tartozik az utazás során tapasztalt problémák megoldása (rendfenntartás, külföldieket kihasználó szolgáltatókkal szembeni eljárás), valamit turisztikai útbaigazítás.
Több nagyvárosban is elérhetőek a KTO szervezésében úgynevezett „jószolgálati idegenvezetők”, akik önkéntesen és ingyenesen nyújtanak idegenvezetést. A szolgáltatást előre kell kérni a KTO honlapján.
A KTO turisztikai forróvonalat is üzemeltet, ami Koreán belül az 1330-as számon hívható. Turisztikai információk mellett vízuminformációval, bevándorlási kérdésekkel is lehet az ügyintézőkhöz fordulni, de vészhelyzet esetén is hívható. A szolgáltatás koreai, angol, kínai és japán nyelven érhető el és Skype-on is hívható. Hasonló helyi szolgáltatása Szöul városának is van, Dasan 120 néven, ahol az ügyintézők angol, kínai, vietnami, japán és mongol nyelven segítenek hétköznapi ügyek intézésében, de tolmácsolást is lehet kérni telefonon keresztül például taxirendeléshez vagy vásárláskor.

## Turisztikai régiók

### Szöuli Fővárosi Terület

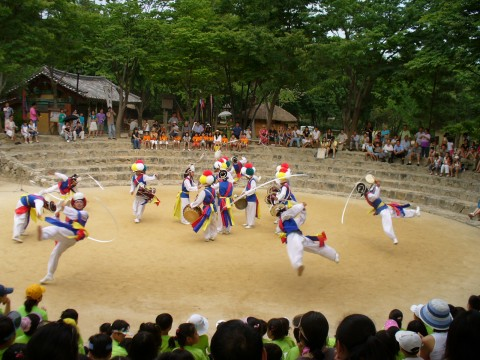
Koreai táncelőadás a Koreai Szabadtéri Néprajzi Múzeumban

A namszan (namsan) parki libegő Szöulban

A Szöuli Fővárosi Terület Szöult, Incshon (Incheon)t és Kjonggi (Gyeonggi) tartományt foglalja magában. Az ország fővárosaként Szöul népszerű célpont a Koreába érkező turisták körében. Számos történelmi színhely található itt, például a Kjongbok (Gyeongbok) és a Cshangdok (Changdeok) paloták, a Csongmjo (Jongmyo)-szentély, a Pukcshon (Bukcheon) hanokfalu, a Namdemun (Namdaemun) piac vagy a Kék Ház, de a modern építmények is jelen vannak, mint a kilátóként funkcionáló N Seoul Tower, Ázsia legnagyobb föld alatti bevásárlóközpontja, a COEX Mall és a Lotte World szórakoztató centrum. Nevezetes városrészei közé tartoznak Insza-tong (Insa-dong) és Mjong-tong (Myeong-dong) bevásárlónegyedek, valamint a külföldiek lakta Ithevon (Itaewon). Ezeken felül népszerű turistahelyszínnek számítanak még a Han folyó menti parkok, a Pukhanszan (Bukhansan) Nemzeti Park, a Namszan (Namsan) park, a fiatalok körében népszerű Tehangno (Daehangno) út, ahol bárok, kis színházak, szórakozóhelyek, kávézók találhatóak.
Szöulban számos rendezvényt szerveznek, vannak közöttük szezonális és ismétlődő fesztiválok, különleges bemutatók, és kifejezetten a turisták számára szervezett előadások, melyek koreai szokásokat elevenítenek fel. A fesztiválok közül jelentős a Hi! Seoul Festival, mely a világ egyik legnagyobb szabású fesztiválja, átlagosan 1,5 millió nézővel, melyet ősszel rendeznek meg, több száz előadóművész részvételével. A hagyományos fesztiválok közül említésre méltóak a Lótuszlámpás-fesztivál és a szöuli palotákban rendszeresen rendezett, az udvari élet hagyományait, például a királyi esküvőket felvonultató bemutatók.
Szöultól nem messze, Kjonggi (Gyeonggi)ban találhatóak olyan népszerű látványosságok, mint a Koreai Szabadtéri Néprajzi Múzeum, ahol a Csoszon (Joseon)-kori életbe lehet betekintést nyerni, az Everland és Seoul Land élményparkok, az MBC Dramia látogatható filmstúdió; a koreai demilitarizált övezet, ahová turistavasút is vezet; a nemzeti arborétum, a Kortárs Művészetek Nemzeti Múzeuma, vagy a Hvaszong (Hwaseong) erőd. Everland és a szöuli Lotte World élményparkok 2013-ban a világ 50 legtöbbet látogatott turisztikai helyszínei között voltak, megelőzve a párizsi Eiffel-tornyot a ranglistában.
Incshon (Incheon) látnivalói között előkelő helyet foglal el a Volmido (Wolmido) sziget és az Ulvangni (을왕리, Eulwangni) part, de kulturális eseményeket is rendszeresen tartanak a városban, például a Pentaport rockfesztivált és a Hallyu Concert elnevezésű koncertet.

### Kangvon(Gangwon)
Kangvon (Gangwon) tartomány hegyekben és vizekben gazdag, a téli sportok kedvelői számára alkalmas számos helyszínnel rendelkezik, itt tartják majd a 2018. évi téli olimpiai játékokat Phjongcshang (Pyeongchang) városában. Nyáron a Kjongpho (Gyeongpo) part strandjai vonzzák a látogatókat.

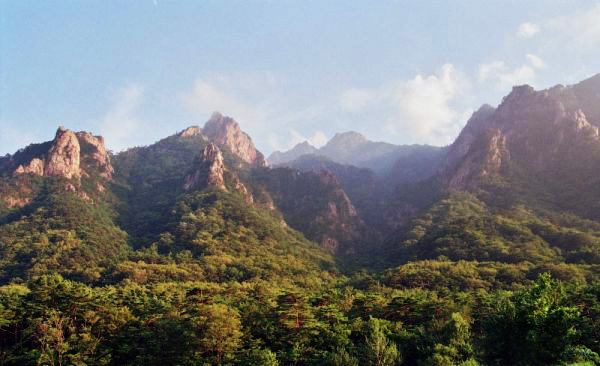
A Szorakszan (Seoraksan) Nemzeti Park részlete

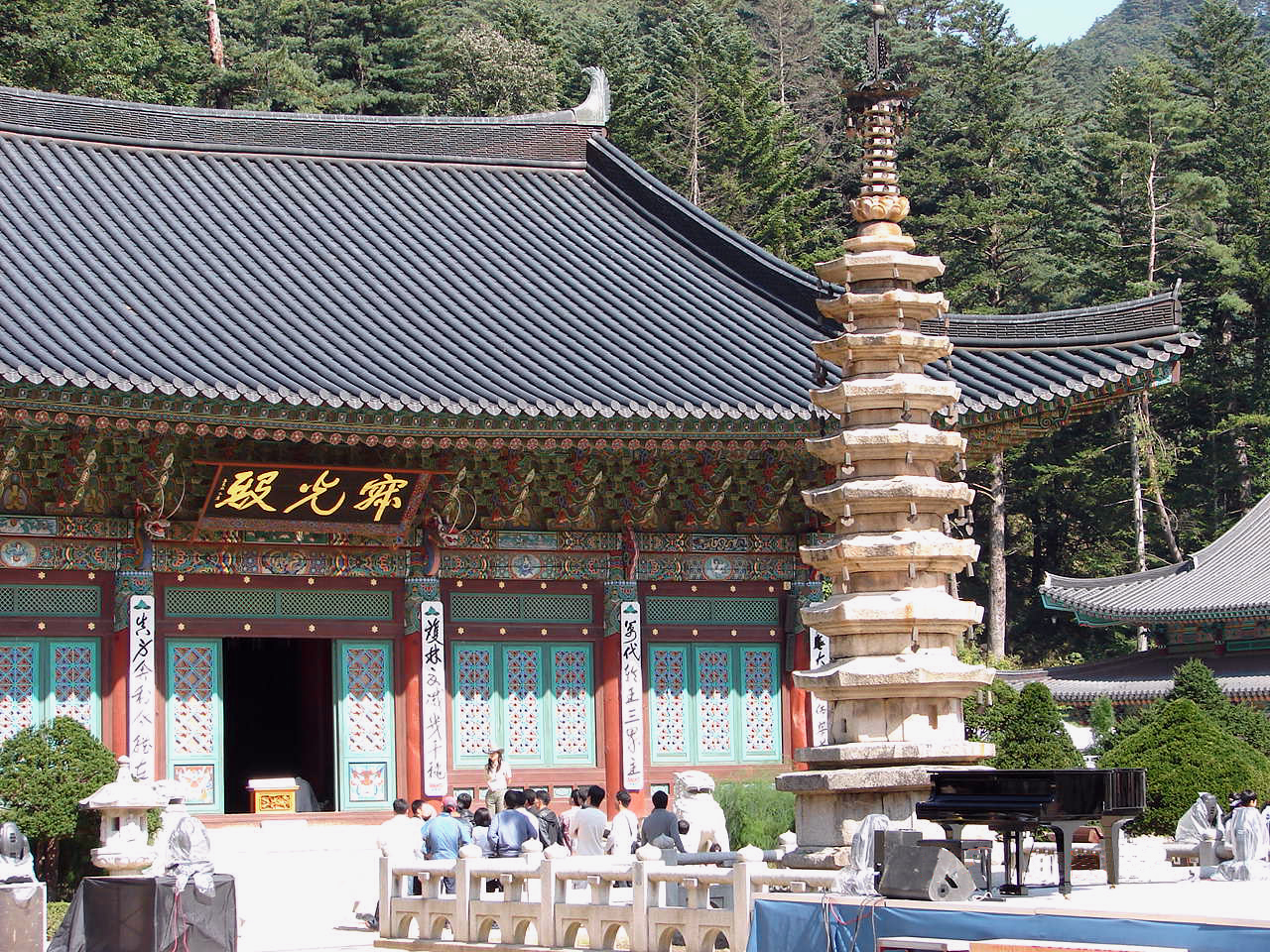
Voldzsongsza (Woljeongsa)

A tartomány területének mintegy 80%-a hegyvidék, három nemzeti park található itt: a Szorakszan (Seoraksan) Nemzeti Park, az Odeszan (Odaesan) Nemzeti Park és a Cshiakszan (Chiaksan) Nemzeti Park.
Cshuncshon (Chuncheon) városa, mely Szöultól egy órányira található és a szöuli metró is kiszolgálja, népszerű célpontja a belfoldi turizmusnak. Itt található a Namiszom (Nameiseom) sziget, ahol a koreai hullám szempontjból igen fontos Winter Sonata című televíziós sorozatot forgatták. A tartomány kedvelt forgatási helyszín a hegyeknek és a tiszta vizeknek köszönhetően, például Szamcshok (Samcheok) városa, vagy a Szokcshóban (Seokchóban) található Cinerama filmstúdió, ahol többek között a Faith című sorozatot forgatták.
A tartomány hegyvidéken fekvő buddhista templomai közül említésre méltó a Silla-kori Kurjongsza (구룡사, Guryeongsa) – a „Kilenc sárkány temploma” – és Szangvonsza (상원사, Sangwonsa), valamint az 1400 éves Voldzsongsza (월정사, Woljeongsa). Utóbbiba úgynevezett temple stay-program keretében is el lehet látogatni.

### Észak-Cshungcshong(Chungcheong)
Észak-Cshungcshong (Chungcheong) tartomány területén három nemzeti park található, a Szobekszan (Sobaeksan) Nemzeti Park, a Szongniszan (Songnisan) Nemzeti Park és a Vorakszan (Woraksan) Nemzeti Park. A tanjangi (danyangi) Danyang Aquaworld élményfürdő-komplexum 750 méter mélyről kapja a vizet.

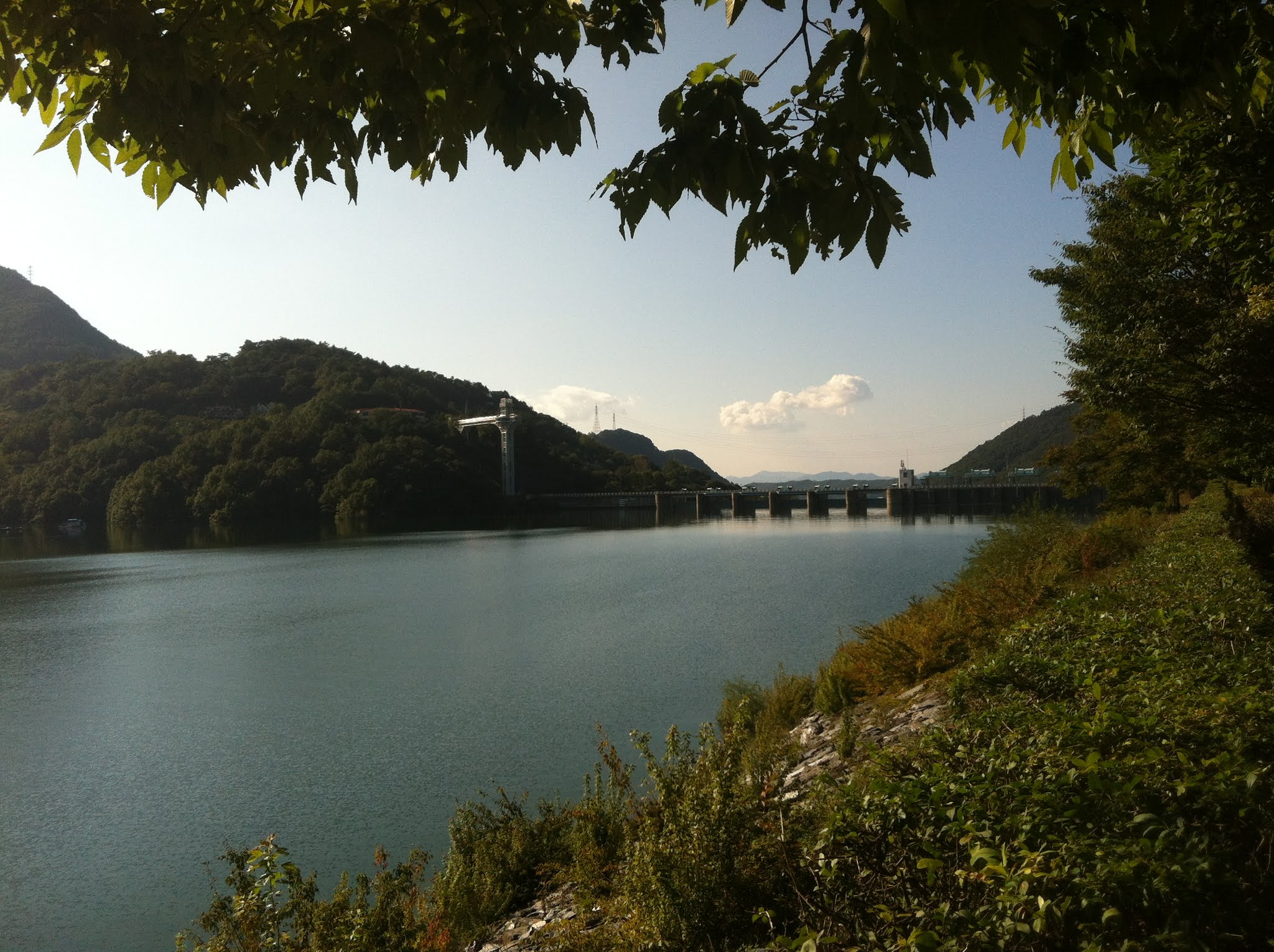
A Cshungdzsu (Chungju)-víztározó

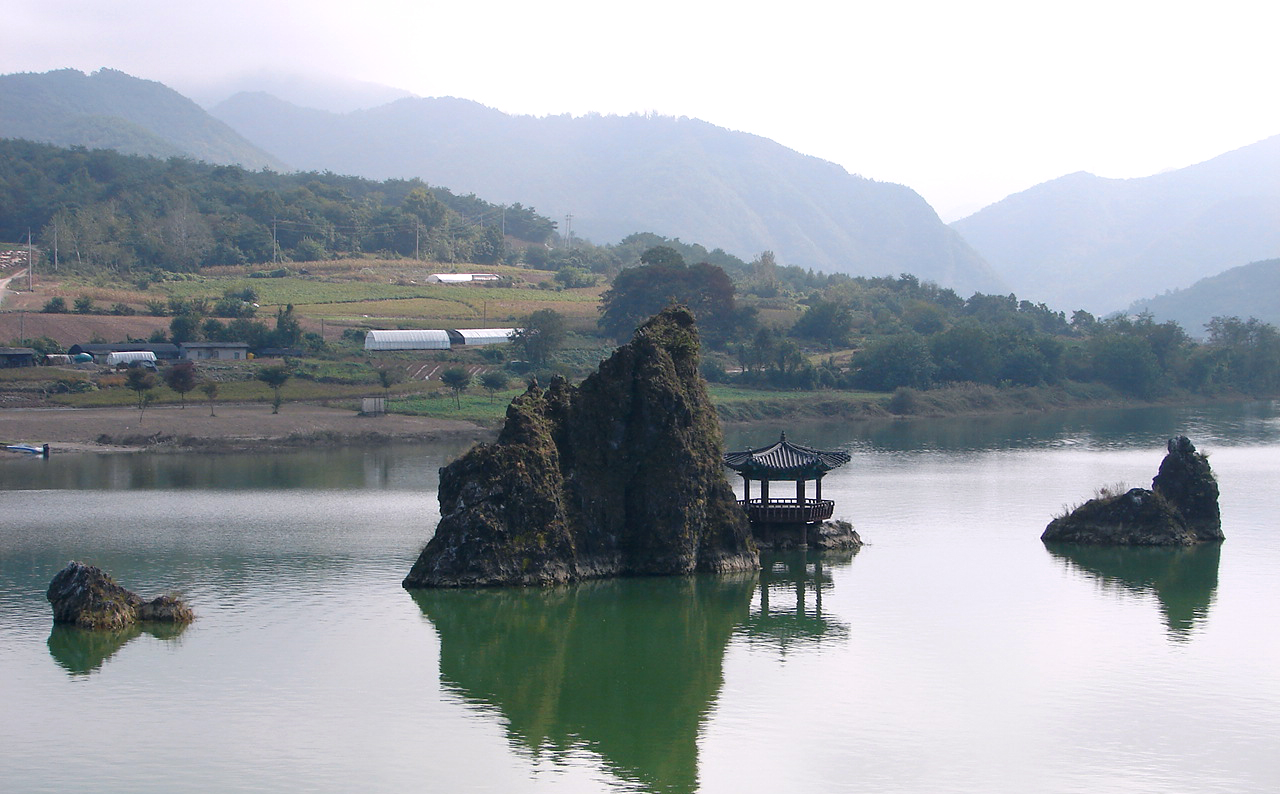
Todamszambong (Dodamsambong)

A Szongni-hegyen található a Popcsu-templom, számos nemzeti kinccsel és Korea egyetlen fából készült pagodájával. A Szobek-hegyen egy másik jelentős buddhista templom, Kuinsza fekszik.
Cshungdzsu (Chungju)ban található Dél-Korea legnagyobb multifunkcionlis víztározója, mely szórakozási, pihenési lehetőségeket is nyújt, a Cshungdzsuho (Chungjuho) tónál minden évben nyáron vízifesztivált tartanak.
Csecshon (Jecheon)ban több fesztivált is rendeznek, tavasszal cseresznyevirág-fesztivált a Cshongphungho (Cheongpungho) tónál, augusztusban pedig nemzetközi zenei és filmfesztivált. Az egysínű vasút segítségével lehet feljutni a Pibongszan (Bibongsan) hegy tetejére, ahonnan kilátás nyílik a tóra.
Tanjang (Danyang) látnivalói között kiemelkedő helyet tölt be az úgynevezett „nyolc természeti látnivaló”, melyet már a Csoszon (Joseon)-korban is szívesen látogattak konfuciánus tudósok. A leghíresebb ezek közül a Todamszambong (Dodamsambong) – a Namhangang folyó közepén található, különös alakú három szikla. Ugyancsak itt található a Koszu (Gosu) barlang, valamint az Ondal Üdülőközpont, és itt rendezik meg minden évben az Ondal Kulturális Fesztivált is.
A tartomány székhelyén, Cshongdzsu (Cheongju)ban őrzik a Csikcsi (Jikji)t, a világ legrégebbi mozgatható fémbetűs nyomtatással készült dokumentumát. Ugyancsak itt tekinthető meg a Koreai Selyemmúzeum, valamint a Pekcse (Baekje) Múzeum.
Jongdong (Yeongdong)ban található a Wine Korea, az ország legnagyobb borászata, ennek megfelelően minden évben szőlő- és borfesztvált is tartanak itt.

### Dél-Cshungcshong(Chungcheong)

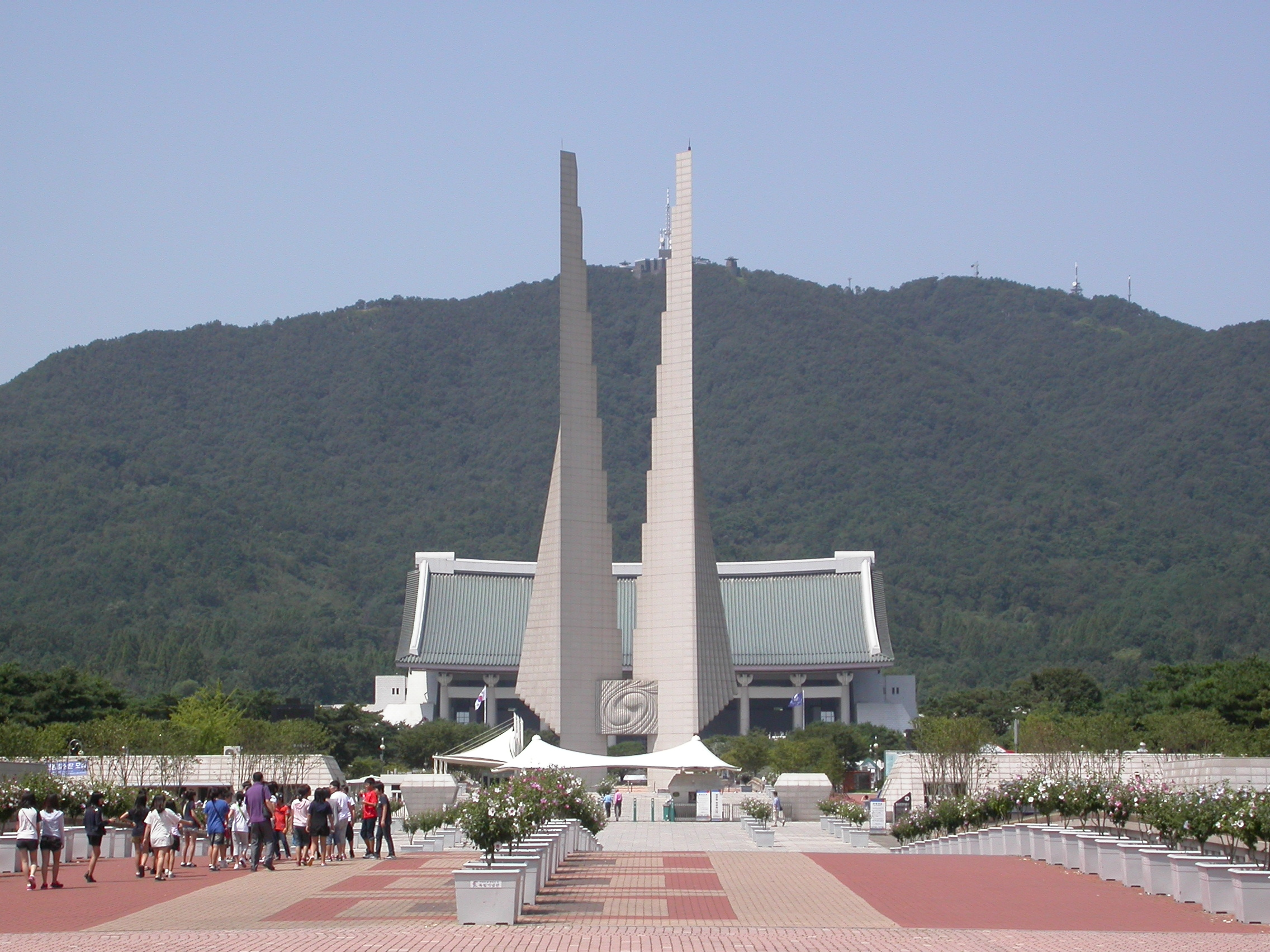
Korea Függetlenségi Csarnoka

Dél-Cshungcshong (Chungcheong) tartomány területének nagy része síkság. Természeti értékei közé tartozik a Kjerjongszan (Gyeryongsan) Nemzeti Park, a Theanhean (Taeanhaean) Nemzeti Park, az Anmjondo (Anmyeondo) rekreációs erdő, valamint melegvízű forrásokból táplálkozó spák, mint a Resom Spa Castle, a Resom Ocean Castle és az Asan Spavis. Népszerűek a tengerparti strandjai. Kulturális értékei közül kiemelkedik a Hjoncshungsza (Hyeonchungsa) templom, a Szudoksza (Sudeoksa) templom, a Korea Függetlenségi Csarnoka múzeum, a Kongdzsu (Gongju)i Nemzeti Múzeum, valamint a 2015-ben világörökséggé nyilvánított pekcsei történelmi régióhoz tartozó Naszong (Naseong), Puszoszanszong (Busosanseong) és Kongszanszong (Gongsanseong) erődök.

## Utazási információk
Dél-Korea a koreai zónaidőt használja (UTC+9). A hálózati feszültség 220 V, a csatlakozók megegyeznek a Magyarországon használtakkal. Az ország pénzneme a von, 2015-ben egy forint körülbelül 4 vonnak felelt meg. Magyar állampolgárok vízum nélkül 90 napot tölthetnek az országban, a vízummentesség csak olyan esetekre vonatkozik, amikor a beutazó nem vállal fizetett munkát. 90 napon túl, illetve munkavállalás esetén kötelező a vízumigénylés. A magyar nagykövetség és konzulátus Szöulban található, a Külügyminisztérium Dél-Koreát biztonságos úticélnak tartja, az ország közbiztonsága kiemelkedően jó, egészségügyi ellátása magas színvonalú. Dél-Koreába Magyarországról a LOT indít közvetlen repülőjáratot, a Korean Air is tervezett 2020 májusában indítani, azonban a Covid19-pandémia miatt ez elmaradt.